# Philippe Bilger
Pour les articles homonymes, voir Bilger.
Philippe Bilger /filip bilʒeʁ/ est un magistrat et essayiste français, né le 31 août 1943 à Metz.
Juge d'instruction, puis avocat général, il est au service de la justice pendant près de quarante années, connu surtout comme avocat général à la cour d'assises au sein de la cour d'appel de Paris. Il est l'auteur de nombreux ouvrages à caractère politique ou social. 

## Biographie

### Enfance et jeunesse
Philippe Bilger naît à Metz au cours de la Seconde Guerre mondiale après l’invasion allemande, pendant le second rattachement. Son père Joseph Bilger (1905-1975) est un homme politique alsacien, militant agrarien, autonomiste et catholique de la fin de la Troisième République. À la Libération, son père, fondateur d'une organisation d'extrême droite, est condamné à dix ans de travaux forcés pour faits de collaboration,. Cette condamnation est une injustice pour Philippe Bilger, qui relativise les crimes de son père en évoquant « un adepte du moindre mal ». Cette opinion l'aurait influencé dans son choix de carrière,.
Après la guerre, Philippe Bilger est scolarisé dans l'établissement privé Saint-Louis à Montargis.

### Carrière judiciaire
Philippe Bilger commence sa carrière dans la magistrature en 1970.
Juge d'instruction à Lille en 1972, substitut à Bobigny en 1976 puis à Paris en 1982, il y poursuit sa carrière, à partir de 1999, comme avocat général hors hiérarchie,.
Il représente l'accusation notamment aux procès de Christian Didier, François Besse, Bob Denard et Émile Louis.
En 2004, il est avocat général au procès de Maxime Brunerie, qui a tenté de tuer le président Jacques Chirac en 2002 sur les Champs-Élysées, avant le défilé militaire du 14 Juillet. Dans son réquisitoire il décrit alors, en ce qui concernerait l'accusé, un « désir de lustre étincelant effaçant une vie de grisaille » ; le verdict dépasse ses réquisitions. Maxime Brunerie, à sa sortie de prison, lui propose de préfacer son livre ; Philippe Bilger refuse. 
En 2006, au procès d'Hélène Castel, il requiert et obtient que l'accusée, quinze ans après les faits et repentante, soit condamnée à une peine dimensionnée de manière qu'elle soit libérée à l'issue du procès.

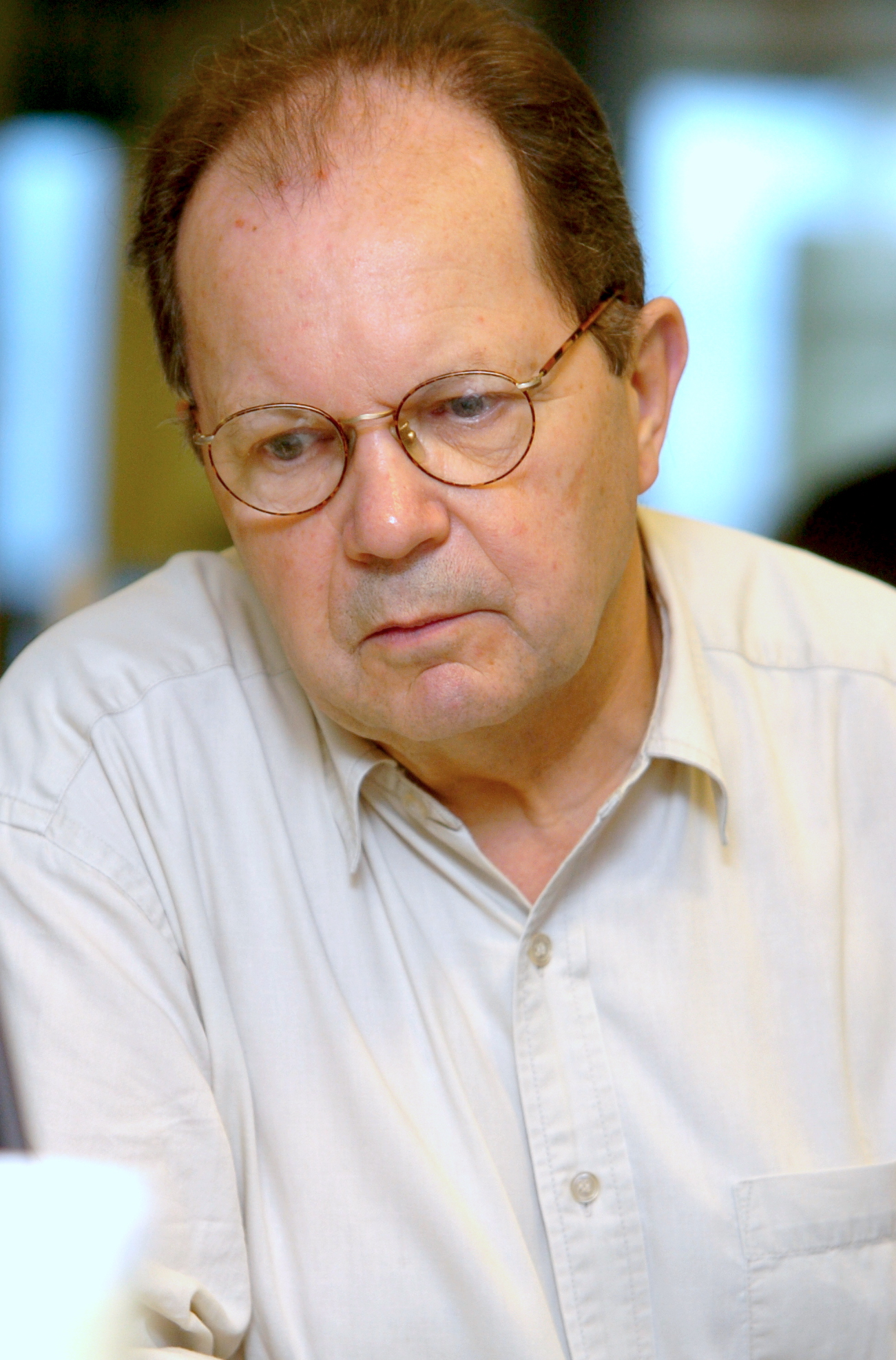
Philippe Bilger, le 22 octobre 2008 à Paris.

En 2009, Philippe Bilger représente le ministère public au procès relatif à l'affaire « du gang des barbares ». Ses réquisitions sont dans l'ensemble suivies par la cour, notamment en condamnant le principal accusé à la peine maximale, et il déclare que « les débats et l’arrêt rendu ont été exemplaires »,. N'ayant pas demandé cette peine maximale pour certains complices, il est attaqué pour son traitement de cette affaire par Bernard-Henri Lévy et par l'avocat des parties civiles Francis Szpiner.
Le 1er septembre 2009, Philippe Bilger est admis à la retraite et maintenu en activité comme substitut général, et ce jusqu'au 1er septembre 2012,.

### Activités après sa carrière de magistrat
Le 3 octobre 2011, Philippe Bilger quitte la magistrature et rejoint le cabinet « D'Alverny, Demont et associés » en qualité de conseiller spécial salarié jusqu'en décembre 2012,.  Il crée alors l'Institut de la parole, qui dispense des formations pour l’amélioration de la communication orale,. À partir de 2013, il devient auto-entrepreneur avec la même activité, plus celle de consultant judiciaire. Au début de l'année 2014, il acquiert le statut d'indépendant[réf. nécessaire].
Il est membre du jury du prix des Hussards, créé par Christian Millau.
Il tient un blog sur la justice et les faits de société depuis 2005 : Justice au singulier. 
Depuis 2013, il a sa chaîne YouTube, Philippe Bilger les soumet à la question, où il réalise des entrevues de fond (d’une durée de 45 à 60 minutes) avec des personnalités des mondes intellectuel, de la politique et des arts.

### Engagements divers au cours de sa vie
Philippe Bilger intervient fréquemment sur des sujets politiques ou de justice, dans les médias et sur son blog. Sa forte présence médiatique et ses positions qu'il qualifie de « réactionnaires » lui attirent de nombreuses hostilités, et de nombreuses adhésions,.
Philippe Bilger défend les peines plancher et, du moins initialement, la suppression du juge d'instruction. S'agissant de cette dernière réforme, il indique qu'à ses yeux, elle devrait être assortie d'une réelle indépendance structurelle du parquet, estimant que cette réforme permettrait de « sortir d'une justice d'autorité pour entrer dans une justice de contradiction et d'explication ».
Estimant qu'il a « pr[is] [s]es désirs pour des réalités », il finit par revenir sur cet optimisme, comme sur la politique de Nicolas Sarkozy : il joint sa voix aux protestations de la magistrature du début 2011.
Au nom de la défense de la liberté d'expression il s'oppose à la loi Gayssot et soutient Éric Zemmour avant son procès pour diffamation raciale et appels à la discrimination et à la haine raciale,.[Quand ?]
Au second tour de l'élection présidentielle de 2017, il apporte son soutien à Emmanuel Macron.
Depuis janvier 2020, il anime une émission mensuelle sur Fréquence protestante, intitulée Philippe Bilger les soumet à la question. Il y reçoit des personnalités politiques comme Ségolène Royal, du monde des médias comme Didier Maïsto, patron de Sud Radio, et de la culture comme Philippe Grimbert ou encore Michel Onfray.
Participant régulier de l'émission Les Vraies Voix sur Sud Radio, il est impliqué dans une polémique après que, le 21 décembre 2020, Rokhaya Diallo a porté plainte contre une auditrice de la station qui avait prononcé des propos racistes à son encontre lors de l'émission, sans que Philippe Bilger et les autres participants n'interviennent pour réagir en sa faveur et condamner les propos tenus. Au contraire, Philippe Bilger déclare alors à l'intention de l'auditrice : « Attention Danièle Obono va vous tomber dessus ».
Depuis 2023, Philippe Bilger est un chroniqueur régulier des plateaux de CNews.

### Vie privée
Philippe Bilger a une sœur, Marie-Christine, et deux frères, François et Pierre (respectivement économiste et chef d'entreprise), aujourd'hui tous trois décédés.
Philippe Bilger a six enfants ainsi que treize petits-enfants. Il s'est remarié avec Pascale Bilger en 2003.[réf. souhaitée]

## Publications
- Le Droit de la presse, éd. Presses universitaires de France, coll. « Que sais-je ? » no 2469, Paris, 1989, 127 p.  (ISBN 2-1304-2496-1) (BNF 35024968), rééditions en 1990, 1995 et 2003  (ISBN 978-2-1305-3559-1).
- Avec Claude Grellier, Le Besoin de justice, éd. Calmann-Lévy, Paris, 1990  (ISBN 978-2-7021-1879-5).
- Plaidoyer pour une presse décriée, éd. Filipacchi, Levallois-Perret, 2001, 124 p.  (ISBN 2-85018-778-X) (BNF 37706592).
- Un avocat général s'est échappé (avec la collaboration de Stéphane Durand-Souffland), éditions du Seuil, coll. « L'épreuve des faits », Paris, 2003, 187 p.  (ISBN 978-2-0205-8540-8) (BNF 38979741).
- Avec Bruno Gaccio, sous la direction de Gilles Verlant, Le Guignol et le Magistrat, Flammarion, Paris, 2004, 353 p.  (ISBN 978-2-0806-8635-0) (BNF 39245543).
- Pour l'honneur de la justice, Flammarion, Paris, 2006, 156 p.  (ISBN 978-2-0821-0571-2) (BNF 40970199).
- J'ai le droit de tout dire !, éditions du Rocher, coll. « Documents », Monaco et Paris, 2007, 341 p.  (ISBN 978-2-26806-261-7) (BNF 41048481).
- États d'âme et de droit, Le Cherche midi, coll. « Documents », Paris, 2009, 230 p.  (ISBN 978-2-7491-1416-3) (BNF 41494671).
- Avec Roland Agret, Et si on jugeait les juges ?, éd. Mordicus, Paris, 2009, 99 p.  (ISBN 978-2-918414-08-7)
- Vingt minutes pour la mort – Brasillach : le procès expédié, éditions du Rocher, Monaco et Paris, 2011[27]  (ISBN 978-2-268-07029-2).
- Le Bal des complaisants. Le dernier réquisitoire d’un avocat général, avec François Sionneau, Fayard, Paris, 2012, 198 p.  (ISBN 978-2-213-66272-5).
- La France en miettes, Paris, Fayard, 8 mai 2013  (ISBN 978-2213677156)
- Contre la justice laxiste, Paris, Éditions de l'Archipel, 2 avril 2014
- 72 heures (roman judiciaire revu), éditions Lajouanie, publication le 4 décembre 2014  (ISBN 978-2370470553).
- Ordre et désordres, éditions Le Passeur, publication le 10 avril 2015  (ISBN 978-2368903087).
- La parole, rien qu'elle, Paris, Éditions du Cerf, publication le 13 janvier 2017  (ISBN 978-2204117609).
- Moi, Emmanuel Macron, je me dis que..., Paris, éditions Cerf, publication le 15 septembre 2017  (ISBN 978-2204125499).
- Le Mur des cons, Paris, Albin Michel, 2019
- Libres propos d'un inclassable, Paris, La Nouvelle Librairie, coll. Dans l'Arène, 125 p., 2021  (ISBN 978-2-491446-71-0).
- MeTooMuch ?, Paris, Héliopoles  (ISBN 978-2-379851-13-1) (6 mars 2025)

## Distinctions
- Chevalier de la Légion d'honneur[2][Quand ?].
- Médaille d'honneur de l'administration pénitentiaire, or (2009)[35]